# Choriner Straße
Die Choriner Straße in Berlin-Mitte und Prenzlauer Berg ist eine Wohn-, Geschäfts- und Fahrradstraße. Ihr südlicher Teil gehört zu den ältesten Verkehrswegen im Norden Berlins. Sie ist vornehmlich bebaut mit Häusern aus der Gründerzeit, benannt wurde sie 1863 nach der Gemeinde Chorin im Landkreis Barnim.

## Lage
Gut 800 Meter nördlich des Hackeschen Markts und 100 Meter nördlich der Torstraße beginnt die Choriner Straße an der Kreuzung mit der Zehdenicker Straße und verläuft zunächst in nördlicher Richtung stadtauswärts durch den Kiez am Teutoburger Platz. Sie passiert die Lottumstraße und schwenkt an der Kreuzung mit der Fehrbelliner Straße auf nordnordwestliche Richtung. In geradem Verlauf kreuzt sie Zionskirchstraße und Schwedter Straße und endet nach etwa 880 Metern an der Oderberger Straße, wenige Meter vor der Schönhauser Allee.

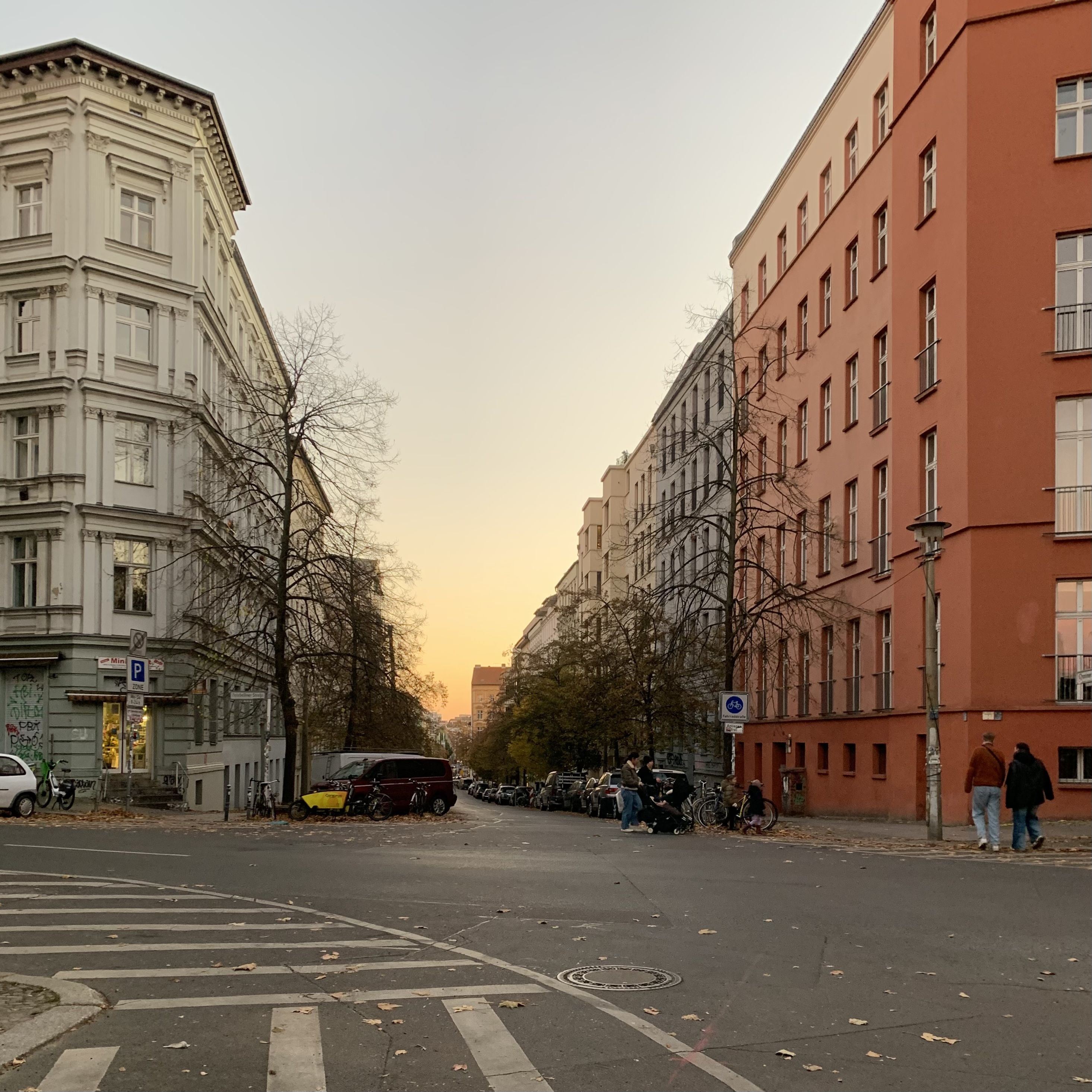
Ecke Fehrbelliner Straße, 2024

Die Kreuzung mit der Schwedter Straße teilt die Choriner Straße in zwei gleich große Abschnitte, ihre südliche Hälfte verläuft entlang einer Ortsteil- und Bezirksgrenze: das Straßenland und die westlichen Hausnummern 65–85 liegen im Ortsteil Berlin-Mitte (Bezirk Mitte), die östlich gelegenen Hausnummern 1–18 liegen in Prenzlauer Berg (Bezirk Pankow). Nördlich der Schwedter Straße befindet sich die Choriner Straße vollständig in Prenzlauer Berg. Die Hausnummern wurden erstmalig 1872 geändert und erneut 1913 in die heutige Nummerierung, sie verlaufen in Hufeisenform, beginnend an der Zehdenicker Straße.
Die Choriner Straße beginnt wenige Schritte nördlich der Tal- und Dünensande des Berliner Urstromtals und erklimmt in nördlicher Richtung die aus Geschiebemergel bestehende Grundmoräne der Hochfläche des Barnim, entstanden vor gut 20 Tausend Jahren während der Weichsel-Kaltzeit. Der Höhenunterschied vom tiefsten Punkt an der Zehdenicker Straße (40 Meter NHN) bis zum höchsten an der Choriner Straße 33 (52 Meter NHN) beträgt rund 12 Meter.

## Fahrbahn und Straßengrün
Im April 1968 wurde die Choriner Straße in nördlicher Richtung zur Einbahnstraße und zugleich zu einer Hauptstraße erklärt. Auf der nun vom Kraftverkehr „stark befahrenen“ zweispurigen Straße kam es Anfang der 1970er Jahre zu mehreren schweren Unfällen, bei denen ein Kind starb. 1973 wurde zum Schutz der Fußgänger an der Kreuzung Schwedter Straße eine Ampelanlage installiert.
Die Einbahnstraßenregelung wurde aufgehoben, als die Choriner Straße Ende 1994 Teil des Sanierungsgebiets Teutoburger Platz wurde. Einige Gehwegvorstreckungen wurden angelegt und zunächst eine Tempo-30-Zone eingerichtet. Seit 2012 ist die Choriner Straße in voller Länge eine Fahrradstraße.
Ab 1993 pflanzte die Stadt südlich der Zionskirchstraße zahlreiche Lindenbäume (Tilia euchlora), im nördlichen Teil blieb das Straßengrün etwas spärlicher, dort wurden 2004 neben einigen Buchen und Linden ein Paar Ginko biloba gesetzt sowie 2017 eine Baumreihe Apfeldorn (Crataegus lavallei).

## Geschichte

### 16. bis 18. Jahrhundert: „Hinter dem Weinberg“

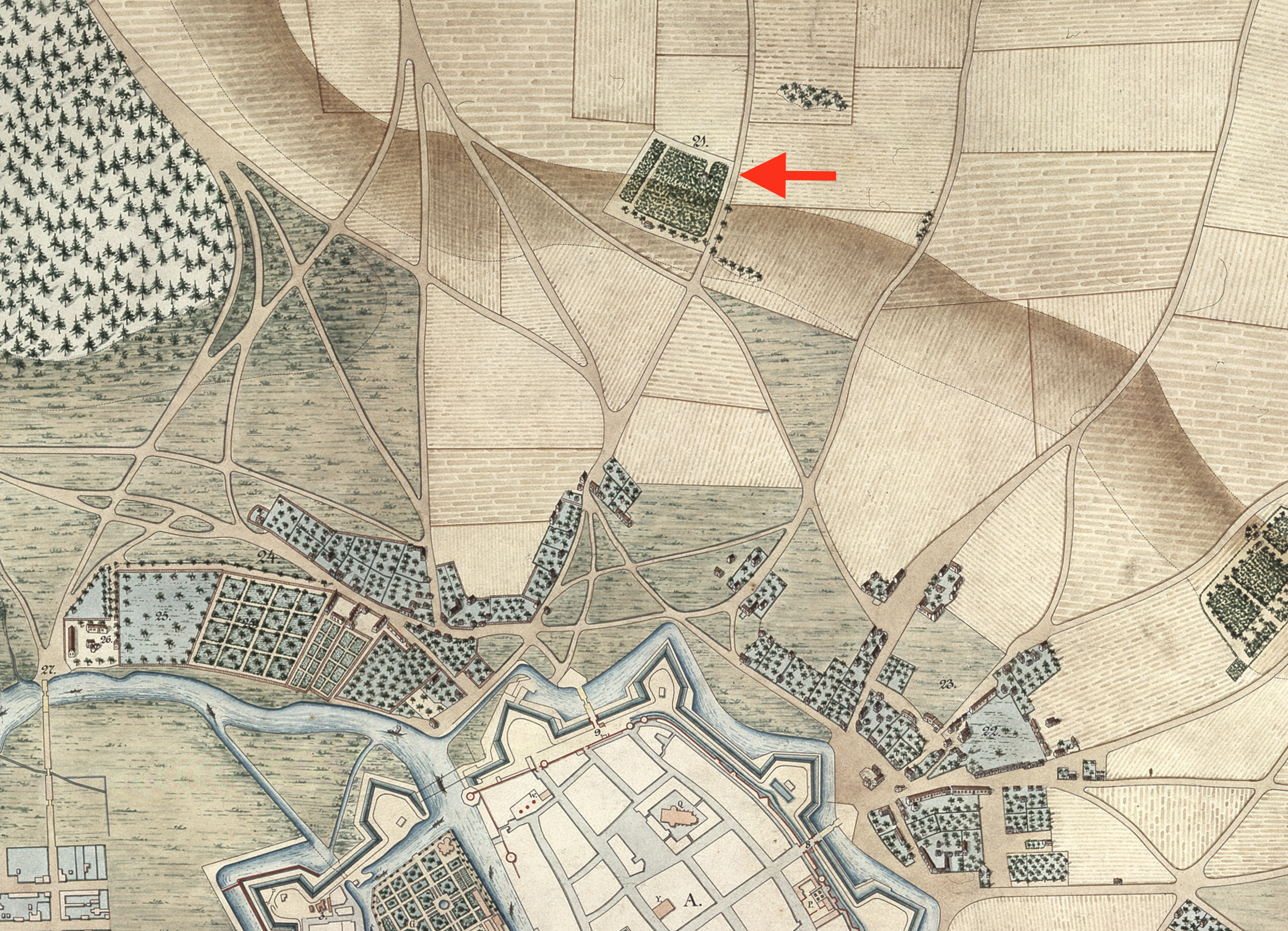
Ort der Choriner Straße, 1685

Nördlich der mittelalterlichen Stadt Berlin, zwischen heutiger Choriner Straße und dem Weinbergsweg, lag seit dem 16. Jahrhundert ein Weinberg, 1685 erstmals kartiert als Blumenthals Weinberg. Der Eigentümer Freiherr von Blumenthal ließ im Nordosten des Grundstücks, nahe der heutigen Choriner- Ecke Fehrbelliner Straße, einen Aussichtsturm errichten, einen dreigeschossigen Fachwerkbau mit kleiner Dachlaterne.
Bis 1700 war der Weinberg mit der Stadt verbunden über einen Weg, der vom damaligen Stadttor Spandauer Tor nordwärts entlang der heutigen Rosenthaler- und Gormannstraße und weiter den Hang hinauf als Hohlweg entlang der heutigen Choriner Straße verlief. Diese Verbindung wurde 1705 durch dem Bau der Circumvallation der Spandauer Vorstadt – der späteren Akzisemauer – abgeschnitten. Es entstanden zwei neue Wege zum Weinberg: westlich der heutige Weinbergsweg vor dem Rosenthaler Tor, östlich ein Feldweg, genannt: „Hinter dem Weinberg“, der vom Schönhauser Tor in einem Bogen entlang der heutigen Zehdenicker- und Choriner Straße bis zur Schwedter Straße führte, im oberen Verlauf später bekannt als Verlorener Weg.
1780 wurde nördlich an den Weinberg angrenzend der langgezogene Acker Tractus des Vorwerks Niederschönhausen separiert, er verlief oberhalb der heutigen Fehrbelliner Straße in einem kilometerlangen, geraden Streifen nordostwärts. Entlang der Ostgrenze des Ackers war 1809 ein erster Feldweg kartiert, der gerade Verlauf der heutigen nördlichen Choriner Straße liegt parallel zur Grenze alten Acker Tractus, etwa 50 Meter ostwärts versetzt.

### 19. Jahrhundert: Ausbau der Straße

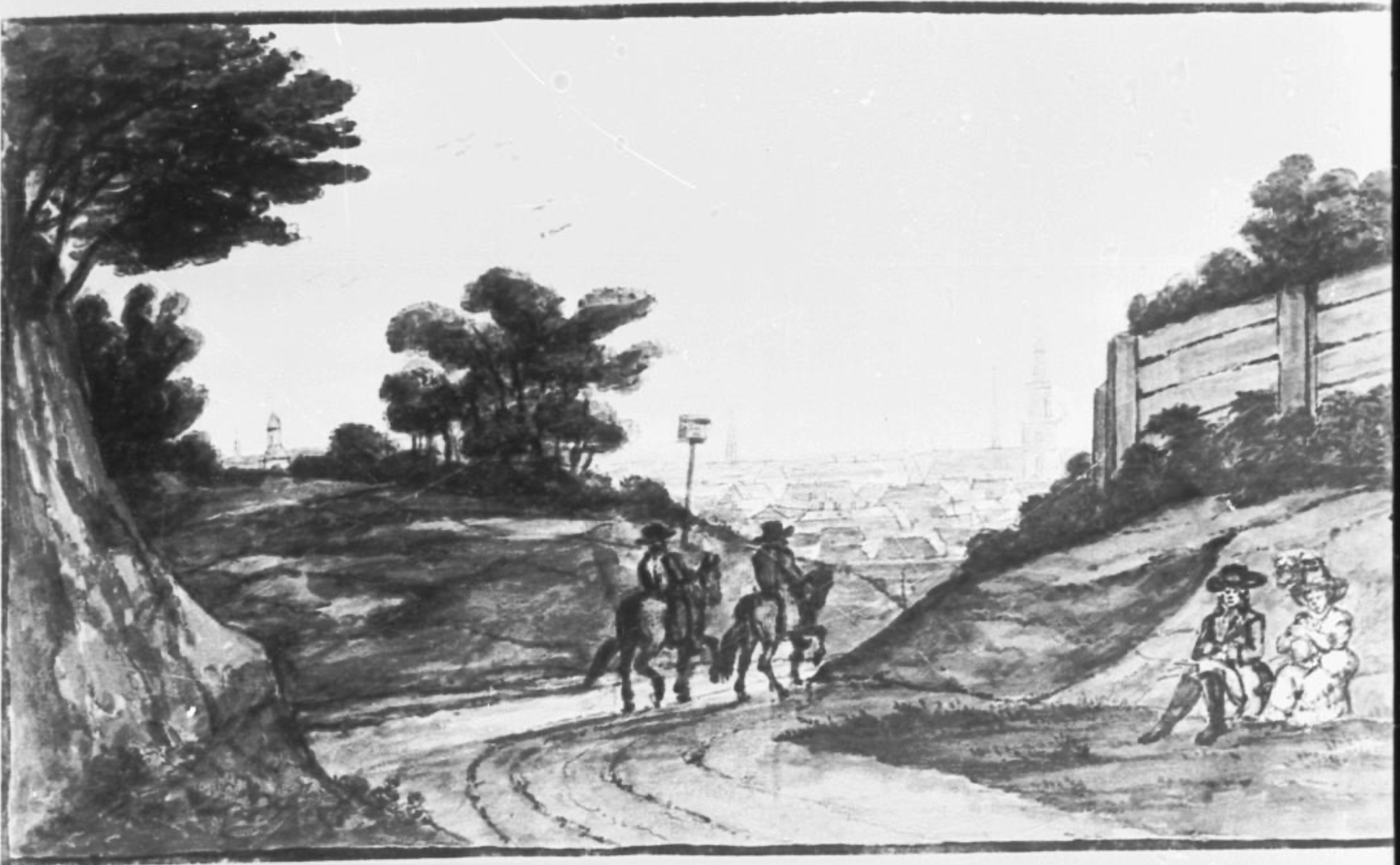
Ecke Fehrbelliner Straße, 1828

Zu Beginn des 19. Jahrhunderts endete der Weg der heutigen Choriner Straße im Norden an einer damals neuangelegten Kreuzung mit dem Verlorenen Weg (Schwedter Straße), der mit vier Ruthen Breite (gut 15 Meter) als südliche Begrenzung des Berliner Hufelandes angelegt wurde. 1822 gehörte das Land entlang der heutigen Choriner Straße im Süden zu den Weinberg-Stücken, um den Verlorenen Weg war es von Erbpächtern des Königs bewirtschaftet, weiter nördlich gehörte das Feld dem Großgrundbesitzer Friedrich Wilhelm Bötzow. Von den 1840er bis in die 1880er Jahre befanden sich zwischen der heutigen nördlichen Choriner Straße und der Kastanienallee größere Plantagen der Baumschule von Heinrich Lorberg.

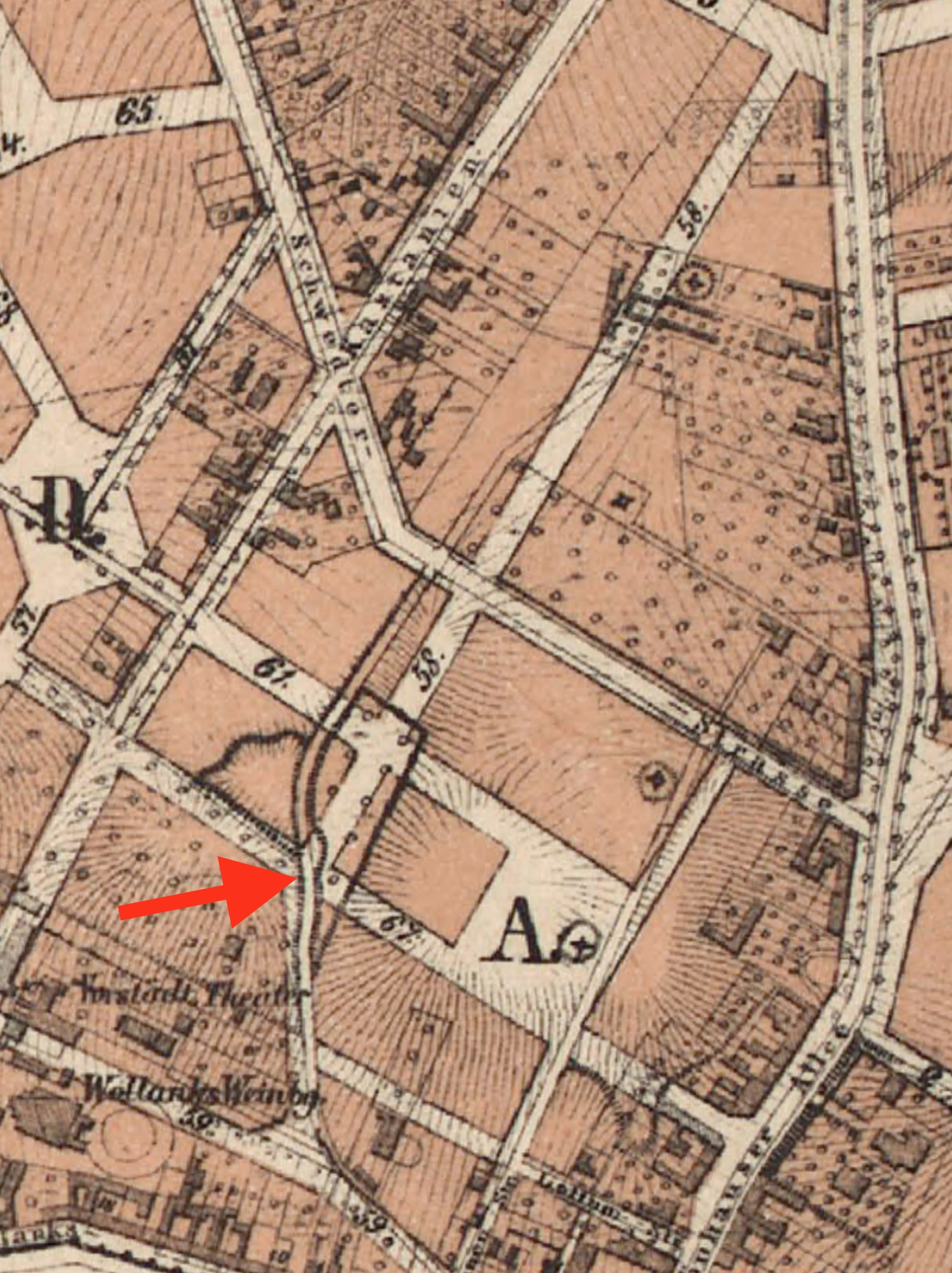
Hohlweg (schwarz), Planstraße (weiß), 1863

Am 23. September 1863 bekam die Straße ihren Namen, per Kabinettsordre wurde „der von Süden nach Norden gerichtete Theil des sogenannten Hohlweges mit der an demselben sich anschließenden Straße Nr. 58, Abtheilung XI. des Bebauungsplanes“ als Chorinerstraße benannt. Die Schreibweise in einem Wort blieb bis etwa 1906 üblich. Ein von Stadtplaner James Hobrecht zunächst vorgesehener Schmuckplatz zwischen Choriner Straße und Kastanienallee (Platz B, Abt. XI) wurde nicht realisiert. Später wurde dort die 15. Gemeindeschule errichtet.
Ab 1889 wurde die Choriner Straße nordwärts verlängert, eine Kabinettsordre erteilte der Stadt Berlin das Recht zur Enteignung der Grundstücke zwischen Schwedter und der Oderberger Straße. Der neue Straßenabschnitt lag auf der Grenze zweier Kanalisationssysteme, nördlich der Nummer 34 lief das Abwasser in das Radialsystem X, südlich in das Radialsystem IV. 1892 wurde der Abschnitt gepflastert und ab der gleichen Zeit mit Mietskasernen bebaut. Da die nördlichsten Grundstücksparzellen weiterhin zur Schönhauser Allee ausgerichtet blieben, verlaufen die dortigen Grundstücksgrenzen schräg zur Choriner Straße, die Grundrisse zahlreicher Häuser sind rautenförmig, die Grundrisse vieler Loggien markant dreieckig.
Am südlichen Ende der Straße wurden 1893 neue Fluchtlinien festgesetzt und 1898 als Verlängerung der Choriner Straße die Gormannstraße über die Lothringerstraße hinweg Richtung Hackescher Markt durchgelegt. Der Straßenzug folgt seitdem wieder dem alten Weg zum Weinberg, wie von La Vigne im 17. Jahrhundert kartiert.

## Bebauung
Die Bebauung mit Mietshäusern erfolgte von Süden nach Norden, 1870 waren fünf Häuser an der Straße registriert, 1890 bereits 40 und 1900 gut 70 Häuser – um 1915 war die Bebauung mit mehr als 80 Gebäuden abgeschlossen.

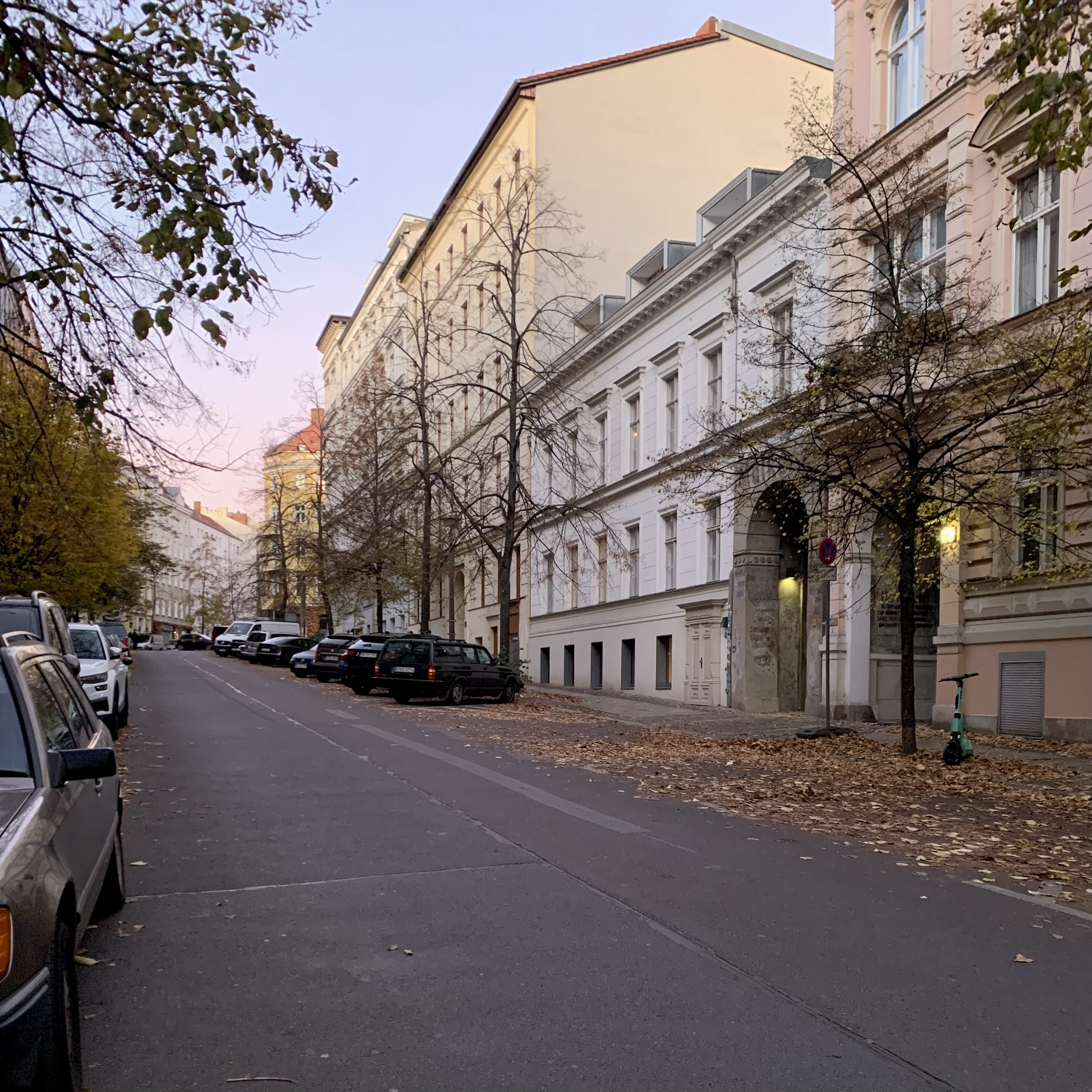
Choriner Straße 4, 2024

Eines der ersten Gebäude an der Straße errichtete um 1845 der Kaufmann Franz Carl Heinrich Bohnhoff mit seiner Fischbein- und Stuhlrohrfabrik hinter Wollanks Weinberg am Verlorenen Weg. Das Bohnhoff’sche Haus bekam später die Adresse Choriner Straße 86-90, es stand etwa gegenüber der heutigen Ecke zur Lottumstraße.
Ab 1853 hatte der Zimmermeister und spätere Stadtverordnete J. J. Meyer ein Haus hinter dem Wollanks’schen Weinberge, gelegen an der heutigen Kreuzung zur Zehdenicker Straße. Das älteste erhaltene Gebäude ist die heutige Choriner Straße 4, erbaut 1851/1875 hinter Wollanks Weinberg vom Ackerbürger Schindler, genannt Schindler’sches Haus, später Wolff’sches Haus.
Östlich des Verlorenen Wegs stand bereits ab 1801 eine erste Bockwindmühle, errichtet vom Lohgerbermeister Christian Gottlieb Herz. Ab 1817 hieß sie nach dem neuen Besitzer auch Siebertsche Mühle, sie lag gut vierzig Meter entfernt, oberhalb der heutigen Lottumstraße. Mitte der 1820er Jahre folgten weiter nördlich zwei weitere Bockwindmühlen vis-à-vis dem Jüdischen Friedhof an der Schönhauser Allee, eine am heutigen Hofspielplatz Choriner Straße 21, eine weitere, die Haubner’sche Mühle, am Hof des heutigen Hauses Choriner Straße 33.

### Brauereien

#### Ley (ca. 1845–1885)

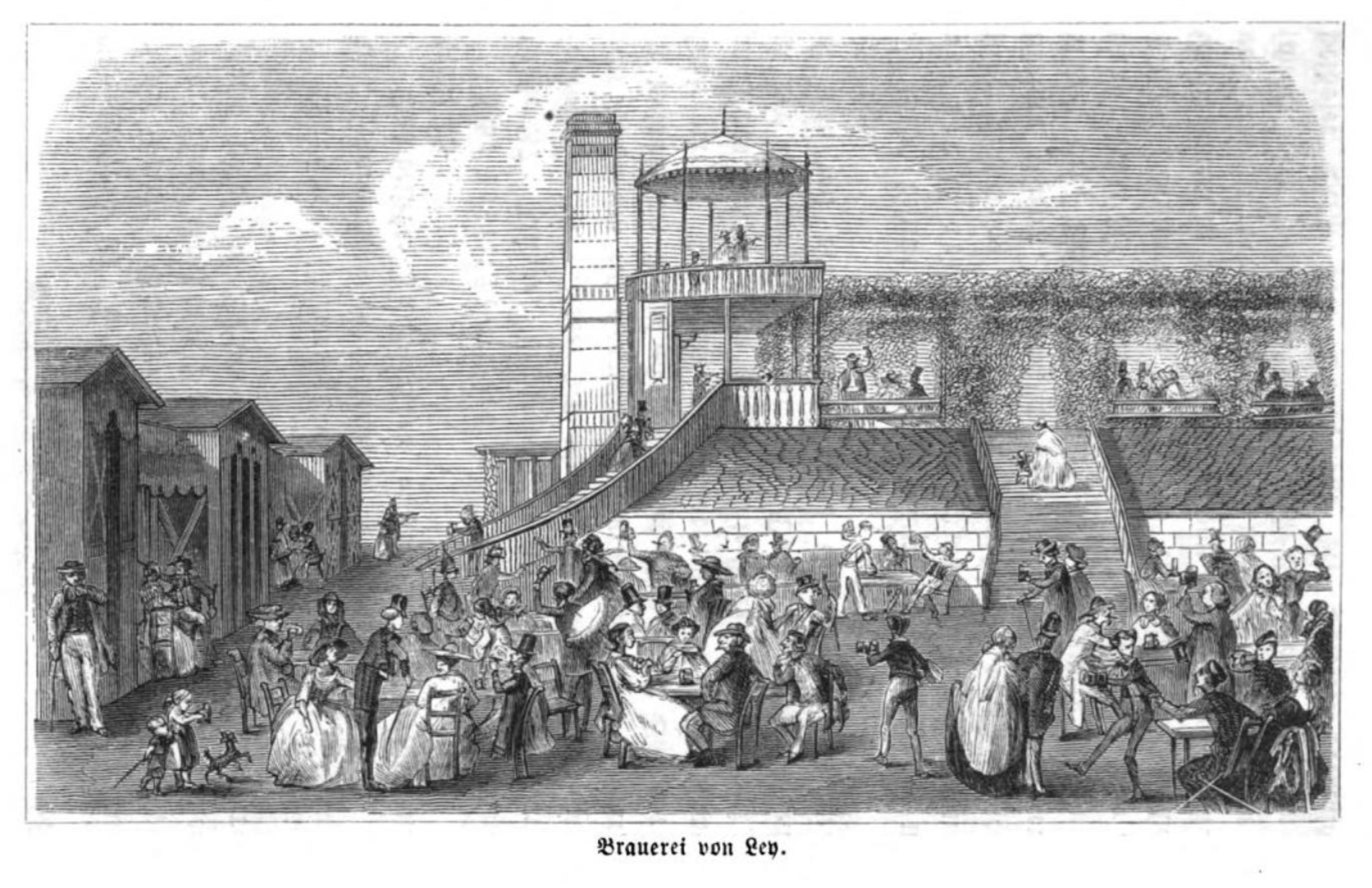
Aussichtspavillon, 1861

Die Mühle von Johann Haubner – 1824 auf eine künstliche Anhöhe gebaut – war Teil eines langgestreckten Grundstücks, das von der Schönhauser Allee 161a westwärts bis über die heutige Choriner Straße hinaus reichte. 1845 eröffnete südlich angrenzend der Braumeister Johann M. Ley eine Kellerei samt Ausschanklokal. Auf einer Anhöhe – vermutlich dem alten Mühlenberg an der Choriner Straße 33 – errichtete er um 1860 eine Terrasse mit Aussichtspavillon. Ley war ein ehemaliger Arbeitskollege Joseph Pfeffers in der Brauerei Hopf in der Friedrichstraße, er galt als der erste Braumeister, der untergäriges Bier in Berlin braute. Seine Nachfahren betrieben die Bairisch-Bierbrauerei J. M. Ley bis etwa 1885, bevor die Choriner Straße quer durch ihr Grundstück verlängert wurde. Auf dem östlich zur Schönhauser Allee gelegenen Teil des alten Brauereigeländes ließ der Pädagoge Baruch Auerbach 1897 ein Waisenhaus errichten.

#### Gabriel & Jäger(ca. 1874–1913)

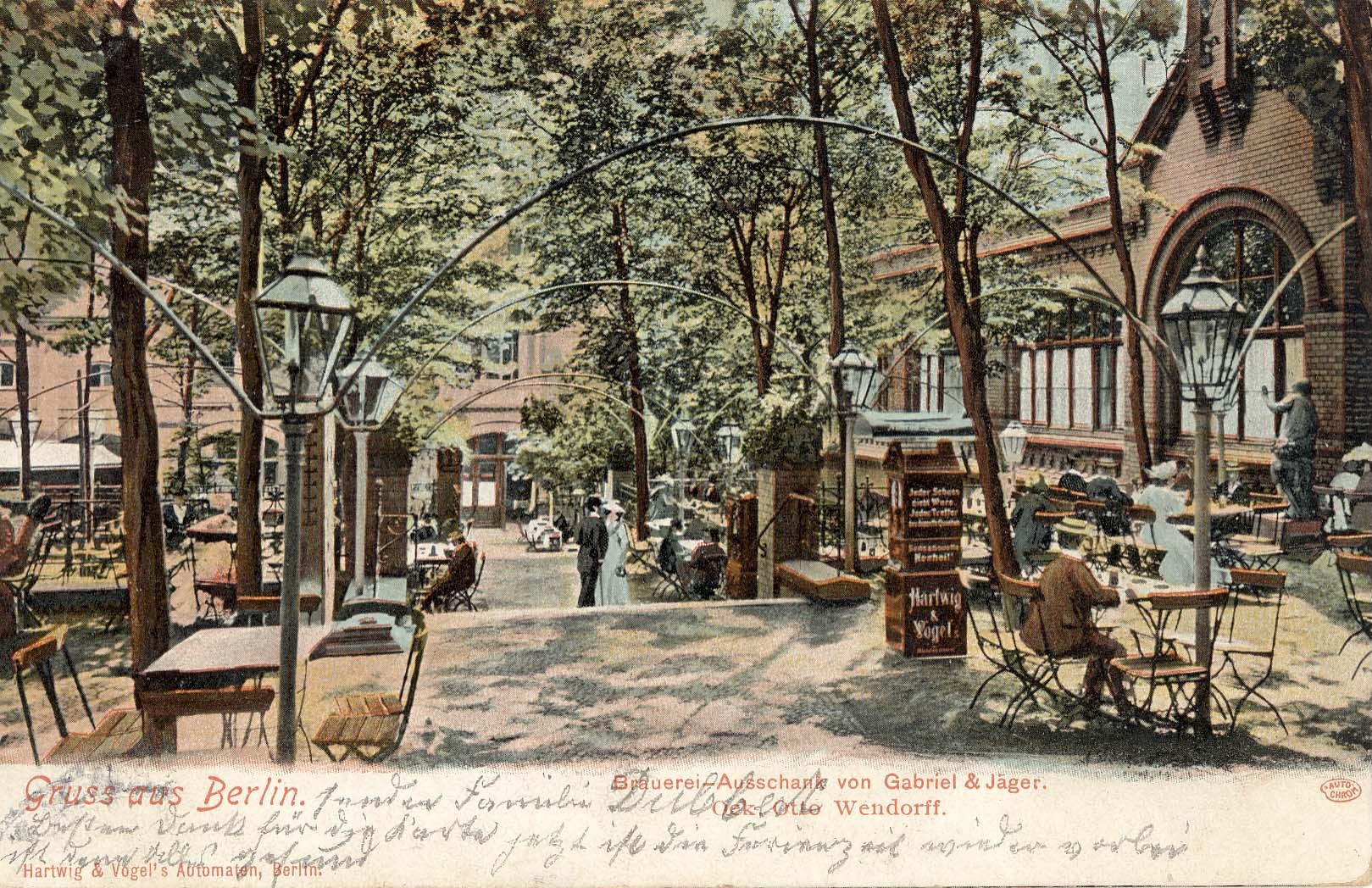
Brauerei-Ausschank, um 1910

Auf mehreren zusammengelegten heutigen Hofgrundstücken auf der Westseite zwischen Zehdenicker und Fehrbelliner Straße befand sich von etwa 1874 bis 1913 die Weißbierbrauerei Gabriel & Jäger, sie gehörte um 1890 zu den größten Brauereien Berlins. Ihr erster Brauerei-Ausschank lag an der Zehdenicker Straße 10 und wurde 1884 nordwärts vergrößert zum angrenzenden Hofgrundstück der Choriner Straße 79.
Weitere Zugänge gab es von der Fehrbelliner Straße 82 und der Choriner Straße 85/86.
Bei einem Großfeuer am Sonntag, den 13. November 1910 brannte die Mälzerei, ein 25 mal 10 Meter großes, dreigeschossiges Gebäude vollständig ab. Das Kontorgebäude an der Zehdenicker Straße und das eigentliche Brauhaus blieben vom Feuer verschont. Im Zweiten Weltkrieg wurde das Gebäude an der Zehdenicker Straße – damals in Besitz des Möbelhauses Feder – schwer beschädigt.
Das Grundstück am ehemaligen Bier-Ausschank mit 35 Meter breiter Straßenfront zur Choriner Straße 79 war nie bebaut, bis dort 2008 ein großes Wohnhaus mit 23 Einheiten errichtet wurde. 2011 folgte eine enge Bebauung der verzweigten südlichen Höfe mit einem Komplex von 120 Eigentumswohnungen, den sogenannten Choriner Höfen.

### Schulhaus Choriner Straße 74

#### 1871–1905: Gemeindeschule für Mädchen
Wegen Überfüllung der 15. Gemeindeschule in der Kastanienallee 82 mietete die Stadt im Januar 1870 in der damaligen Chorinerstraße 90 mehrere Räume für drei Filialklassen an. Wenige Meter nördlich, an der heutigen Choriner Straße 74, wurde zur gleichen Zeit unter Stadtbaurat Adolf Gerstenberg die 55. Gemeindeschule errichtet, die als Mädchenschule mit 17 Klassen im April 1871 eröffnete und bis 1905 bestand. Sie bot Platz für knapp 1000 Schülerinnen. 1877 wurde im Schulhaus zusätzlich die 19. Berliner Volksbibliothek eingerichtet, 1893 eine Turnhalle angebaut.

#### 1906–1910: Königstädtische Oberrealschule
Auf Beschluss des Berliner Magistrats wurde im April 1906 die neugegründete 3. Oberrealschule provisorisch in der Choriner Straße 74 untergebracht, mit anfangs 105 Schülerinnen. Erster Schulleiter war Paul Mellmann. 1910 wurde die Schule in Königstädtische Oberrealschule umbenannt. Sie zog anschließend zunächst in ein neues Schulhaus in der Pasteurstraße, später in die Dunckerstraße und heißt seit 2013 Käthe-Kollwitz-Gymnasium.

#### 1911–1914: Luisenstädtisches Gymnasium
Der Schulbau in der Choriner Straße diente anschließend weiter als Provisorium, 1911 zog das Luisenstädtische Gymnasium aus der Brandenburgstraße (heute Lobeckstraße in Kreuzberg) in die Räume, bevor 1914 ihr Neubau an der Ystader Straße fertiggestellt wurde. 1928 benannte sich das Luisenstädtische Gymnasium in Heinrich-Schliemann-Gymnasium um, nach weiteren Umzügen befand es sich 2024 in der Dunckerstraße.
Ab 1915 war in der Choriner Straße 74 für gut 20 Jahre eine städtische Berufsschule ansässig, anfangs unter dem Namen 7. Pflichtfortbildungs- und Wahlfortbildungsschule für Jünglinge (1920), zuletzt genannt Kaufmännische Berufsschule (1937).

#### 1938–1941: Schule der Jüdischen Gemeinde
1938 bezog die VI. Volksschule für Knaben und Mädchen der Berliner Jüdischen Gemeinde die Räume in der Choriner Straße 74.
Nach den Pogromen im November 1938, bei denen die Nationalsozialisten auch die jüdische Schule in der Oranienburger Straße zerstörten, wurde im Mai 1939 eine Jugend-Alijah-Schule in der Choriner Straße eingerichtet. Sie sollte Kinder und Jugendliche auf die Alija Bet genannte Emigration ins damalige Palästina vorbereiten. Unterrichtet wurde Hebräische Sprache sowie jüdische, palästinensische und zionistische Geschichte. Es gab etwa 160 Schülerinnen und Schüler, zum zehnköpfigen Lehrerkollegium gehörte die Sportlerin Lilli Henoch, Schulleiter war Jizchak Schwersenz.
Die Turnhalle der Schule war im September 1941 eine der sieben Berliner Ausgabestellen für den Judenstern. Zum Tragen dieses gelben Stoffkennzeichens wurden alle Menschen im Alter von mehr als sechs Jahren, die als Juden galten, per Polizeiverordnung gezwungen. Gegen Zahlung von 10 Pfennig wurden die Judensterne am 17. und 18. September 1941 in der Turnhalle an die jüdische Bevölkerung aus den damaligen Bezirken Wedding, Reinickendorf, Pankow und Prenzlauer Berg ausgegeben.

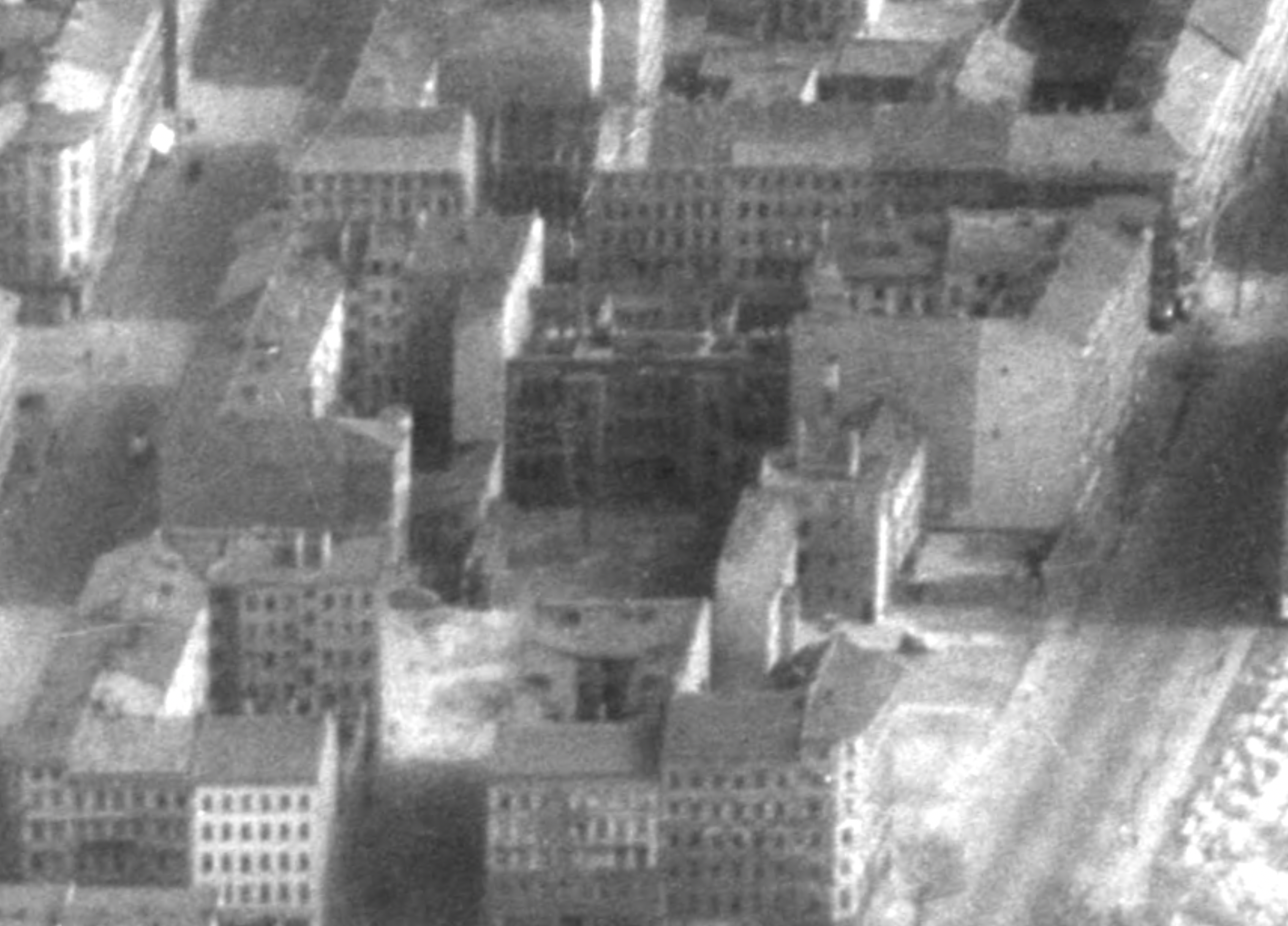
Schulruine (Bildmitte), 1954

Im Zweiten Weltkrieg wurde das Schulgebäude vermutlich 1941 erstmals beschädigt, die ausgebrannte Ruine stand bis Mitte der 1950er Jahre. Anschließend wurde das Gelände mit einem Wohnhaus bebaut, einem sechsgeschossigen DDR-Typenbau aus der Vorläuferserie des Wohnbautyps Q3A.

### Zerstörungen im Nationalsozialismus und Zweiten Weltkrieg
Bei einem britischen Luftangriff am Morgen des 21. Dezember 1940 trafen zahlreiche Sprengbomben das Gebiet um die Kreuzung mit der Fehrbelliner Straße. In der Choriner Straße 78 durchschlug eine Fliegerbombe den Seitenflügel des Hauses bis zum Erdgeschoss. Eine Familie, bestehend aus Mutter und vier Kindern wurde verschüttet, drei Menschen starben, 75 wurden obdachlos. In der Nachbarschaft trafen weitere Bomben mehrere Wohn- und Fabrikgebäude in der Fehrbelliner Straße 11 bis 13 sowie 18/19 am Hof der Jüdischen Schule.
Die schwersten Schäden während des Krieges gab es am nördlichen Straßenabschnitt, wo zwischen 1943 und 1945 mehr als zehn Gebäude zerstört wurden: Bei einem der größten Luftangriffe der Royal Air Force auf die Stadt vom 22. bis 26. November 1943 verursachten zahlreiche Sprengbomben und große Massen von Brandbomben mehrere Groß- und Flächenbrände in den Wohnvierteln um die Schwedter Straße, Oderberger Straße und am Senefelderplatz. Auch die Nutzholzhandlung mit Hobelwerk von Wilhelm Maier in der Choriner Straße 25 meldete „schwere Schäden“. Auf demselben Grundstück befand sich damals auch der Kulissenspeicher des Preußischen Staatstheaters.
Das gegenüber liegende Haus in der Choriner Straße 58 wurde am 23. März 1945 bei einem Angriff mit Minen- und Sprengbomben getroffen, beim Abriss der Ruine im Februar 1950 explodierte ein unbekannter Sprengkörper, dabei wurde ein Arbeiter getötet und drei schwer verletzt. Das Haus Choriner Straße 67 wurde am 10. April 1945 von einer Luftmine zerstört.
Weiter südlich waren bei Kriegsende auch die Eckhäuser Nr. 18 zur Schwedter Straße sowie Nr. 71 zur Zionskirchstraße durch Sprengeinwirkung zerstört, das Haus Nr. 84 und fast der gesamte Hof des ehemaligen Brauereigeländes waren ausgebrannt. Für 50 Menschen, die von den Nationalsozialisten aus der Choriner Straße deportiert und ermordet wurden, waren 2024 Gedenksteine im Straßenpflaster verlegt.

### Wiederaufbau seit den 1950er Jahren
„Diese Choriner ist eine ziemlich furchtbare Straße, eine typische Durchfahrtstraße, Jahrzehnte nur in einer Richtung befahrbar. Als Kinder mussten wir immer durch diese Straße, [dort hatte] man nichts zu suchen, da war tote Hose bis zur Wilhelm-Pieck-Straße runter.“

In der Bombenlücke Nr. 71 entstand Mitte der 1950er Jahre zunächst eine kleine Grünanlage und 1957 ein Kinderspielplatz. 1971 genehmigte der Magistrat von Berlin den Bau einer Kindertagesstätte in der Choriner Straße 24–28, wegen Asbestbelastung wurde das Gebäude 2006 durch einen zweigeschossigen Kita-Neubau aus Ziegelmauerwerk ersetzt.
In den 1970er Jahren wurden im Häuserblock zwischen Choriner, Schwedter und Templiner Straße zahlreiche Wohnhäuser abgerissen und mehr als ein Dutzend Grundstücke beräumt. Der VEB Wohnungsbaukombinat errichtete an der Ecke zur Schwedter Straße 1977 eine Turnhalle, die als Typenbau zur Serie Kleine Turnhalle KT SK 72-Berlin gehört. Sie war anfangs Teil des fast ein Hektar großen Geländes der 3. Polytechnischen Oberschule in der Templiner Straße, 2024 hieß der Komplex Grundschule am Teutoburger Platz.
Die Gebäude auf dem Grundstück Choriner Straße 47/48 wurden im Zweiten Weltkrieg zerstört, das brachliegende Gelände erwarb in den 1990er Jahren die Grundstück-Entwicklungsgesellschaft der Landesbank Berlin; Eine dort zunächst geplante Schulsporthalle wurde nicht realisiert und stattdessen eine öffentliche Grünfläche eingerichtet. An der Choriner Straße 55 und 56 errichtete der Architekt Wolfgang Popp 1998 und 2001 die sogenannten Estradenhäuser, mit verschiebbaren Wänden und breiten, umlaufenden Estraden in den Wohnungen. Das erste Estradenhaus gewann im Jahr 2000 eine Auszeichnung des Berliner Architekturpreises.

## Persönlichkeiten
- Ferdinand Schmidt (1816–1890), Schriftsteller, unterrichtete in den 1870er Jahren an der 55. Gemeindeschule in der Choriner Straße 74.[70]
- Salomon Kalischer (1844–1924), Physiker, betrieb von 1872 bis 1874 eine Fabrik für präparierte Kohle zur Heizung von Eisenbahn-Coupees, Equipagen etc., und Lager der erforderlichen Heizapparate in der Choriner Straße 77–81.[71]
- Paul Mellmann (1855–1934), Vorsitzender des Deutschen Philologenverbandes, war ab 1906 Schulleiter der Königsstädtischen Oberrealschule in der Choriner Straße 74.
- Karl Rudolf Hennig (1874–1906), Raubmörder, wohnte zuletzt zur Untermiete in der Choriner Straße 54.[72]
- Lilli Henoch (1899–1942), Leichtathletin und mehrfache Weltrekordlerin, war 1941 Sportlehrerin in der Jüdischen Schule, Choriner Straße 74.
- Jizchak Schwersenz (1915–2005), Lehrer und Widerstandskämpfer, war 1939 Leiter der Jugend-Alijah-Schule in der Choriner Straße 74.
- Bubi Scholz (1930–2000), Europameister im Boxen, wuchs in der Choriner Straße 54 auf.
- Marion Samuel (1931–1943), Schülerin, besuchte von 1938 bis 1941 die Jüdische Schule in der Choriner Straße 74[73]
- Norbert Kuchinke (1940–2013), Journalist, erwarb 1998 das Haus Choriner Straße 20.[74]
- Harald Hauswald (* 1954), Fotograf, wohnte zu DDR-Zeiten in der Choriner Straße[75]
- Peter Brasch (1955–2001), Schriftsteller, wohnte in der Choriner Straße 36.
- Arne Seidel (* 1968), Autor, wohnte in den 2010er Jahren in der Choriner Straße.
- Florian Illies (* 1971), Autor und Kurator, gründete mit Amélie von Heydebreck 2003 in der Choriner Straße 20 das Kunstmagazin Monopol.[76]

## Wissenswertes
- Auf dem Grundstück Choriner Straße 81 wurde 1878 eine römische Münze aus der Zeit des Kaisers Tetricus (271–274 n. Chr.) gefunden.[77]
- 1912 vererbte die Millionärin Johanna E. Stuttmeister der Stadt Berlin das damalige Gartengrundstück Choriner Straße 21.[78] Dort entstand später ein größerer Kinderspielplatz, der 2021 saniert und erweitert wurde.[79]
- In der Choriner Straße 26 betrieb die Berliner Jüdische Gemeinde um 1930 eine Kleiderkammer.
- Vor dem Haus Choriner Straße 8 wurde im März 1932 Otto Ludwig, Mitglied der NSDAP, von Unbekannten erschossen.[80] Nach Ludwig war 1932 bis 1952 die heutige Topsstraße in Prenzlauer Berg benannt.
- Bei einem Wintersturm im Januar 1955 stürzte in der Choriner Straße 19 Ecke Schwedter Straße ein Balkon auf den Gehweg.[81]
- Der VEB Kombinat Hauswirtschaftliche Dienstleistungen eröffnete im März 1984 in der Choriner Straße 19 eine Annahmestelle.[82]
- In der Choriner Straße 9, parterre links, traf sich Anfang der 1990er Jahre der Sonntags-Club.[83]
- Seit 1995 findet im Sommer auf dem nördlichen Straßenabschnitt das Choriner Straßenfest statt.[84] Die anfangs nur zum Fest über die Straße gespannten, zahlreichen Wimpelketten waren 2024 ganzjähriger Schmuck des Straßenbildes.

### Filmische Dokumentation
- Tom Atkins Blues. Dokumentar-Spielfilm von Alex Ross, Deutschland 2010, 78 min. (Schauplatz ist ein Spätkauf in der Choriner Straße 12)[85]

### Bildende Kunst
- Konrad Knebel (1932–2025): Choriner Straße. (1983) Tempera/Öl auf Leinwand, 81 cm × 90 cm (Kunstsammlung Pankow)
- Franz Skarbina (1849–1910): Weißbierausschank im Hinterhofgarten - Garten der Berliner Weißbierbrauerei Gabriel & Jäger. (ca. 1878) Öl auf Leinwand, 125 cm × 200 cm (Berlinische Galerie)